# Tezoatlán de Segura y Luna
Tezoatlán de Segura y Luna è un comune del Messico, situato nello stato di Oaxaca.